# 白絞油
白絞油（しらしめゆ）は、菜種油を精製した食用油の商品名。薄い黄色の油で、揚げ油などに使用される。
近年は、大豆油や綿実油を精製したものも白絞油として扱うことが多い。天ぷら油として市販されているものの多くは白絞油である。料理店などで利用する業務用が主であり、一斗缶などの形態で流通している場合がほとんど。
サラダ油との違いは精製度である。サラダ油は低温でも濁らないようにワックス分を除去するなど、さらに精製度を高めている。